# Yevgueni Kovaliov
Yevgueni Alexándrovich Kovaliov (en ruso: Евгений Александрович Ковалёв; Moscú, 6 de marzo de 1989) es un deportista ruso que compitió en ciclismo en las modalidades de pista, especialista en la prueba de persecución por equipos, y ruta. Su hermano Iván también compite en ciclismo en pista.
Ganó una medalla de plata en el Campeonato Mundial de Ciclismo en Pista de 2011 y cuatro medallas en el Campeonato Europeo de Ciclismo en Pista entre los años 2010 y 2014.
Participó en dos Juegos Olímpicos de Verano en la prueba de persecución por equipos, ocupando el sexto lugar en Pekín 2008 y el cuarto lugar en Londres 2012.

## Medallero internacional
| Campeonato Mundial | Campeonato Mundial        | Campeonato Mundial | Campeonato Mundial      |
| Año                | Lugar                     | Medalla            | Competición             |
| ------------------ | ------------------------- | ------------------ | ----------------------- |
| 2011               | Apeldoorn ( Países Bajos) | Medalla de plata   | Persecución por equipos |
| Campeonato Europeo |                           |                    |                         |
| Año                | Lugar                     | Medalla            | Competición             |
| 2010               | Pruszków ( Polonia)       | Medalla de plata   | Persecución por equipos |
| 2011               | Apeldoorn ( Países Bajos) | Medalla de bronce  | Persecución por equipos |
| 2013               | Apeldoorn ( Países Bajos) | Medalla de plata   | Persecución por equipos |
| 2014               | Baie-Mahault ( Francia)   | Medalla de bronce  | Persecución por equipos |